# XFA-27
XFA-27は、ナムコ（後のバンダイナムコゲームス→バンダイナムコエンターテインメント）のPlayStation用フライトシューティングゲーム『ACE COMBAT 2』、同PlayStation Portable用『ACE COMBAT X Skies of Deception』『ACE COMBAT X2 JOINT ASSAULT』、同ニンテンドー3DS用『ACE COMBAT 3D CROSS RUMBLE』、同PlayStation 3用『ACE COMBAT INFINITY』、同PlayStation 4/Xbox One/Steam用『ACE COMBAT 7 SKIES UNKNOWN』に登場する架空の軍用機。

## 概要
XFA-27は、統合軍（ユージア同盟軍）の特殊戦術戦闘飛行隊「スカーフェイス」が運用したステルス艦上戦闘攻撃機。この機体に関しての情報は、全て最高機密に指定されており、開発国やメーカーなども公表されていない。開発時点での究極の性能の実現を目指して開発された。完成した機体は、ユージア大陸で発生した大規模クーデター騒動であるユージア大陸紛争の鎮圧任務に就いていたスカーフェイスに配備され、クーデター鎮圧に活躍したという。
「XFA」は戦闘機（F）と攻撃機（A）の性格を併せ持つ開発機（X）という意味だとされている。

## 特徴
ステルス機であるが独特な翼構成を持ち、全遊動式のカナード、可変後退翼、上下2枚ずつ計4枚の斜め尾翼から構成される。エンジンは水平方向への推力偏向が可能な2基のベクタードノズルで、逆噴射装置を備えている。コックピットにも特徴的なシステムが採用されており、一般的なキャノピーの他に、コックピット下部に「COFFINシステム」に似たモニター表示方式を用いることで、機体下方に生じるパイロットの死角を減らしている。
ハードウェアの進化に伴ってデザインの変化や可動域の拡大がなされている。『エースコンバット2』では技術的な問題から可変翼の主翼や全遊動式のカナードが動くのみで、当初から考案されていたベクタードノズルの挙動は実現できなかった。『エースコンバットX』での再登場時にはベクタードノズルの動きが追加され、水平方向への推力偏向が視覚的に分かるようになった。また、4枚の斜め尾翼の内、上2枚は上反角の付いた全遊動式で、下2枚は可動部のないベントラルフィン（安定翼）とされた。『エースコンバット インフィニティ』以降の作品から下部分の斜め尾翼も全遊動式かつ折り畳み式となり、ウェポンベイは廃止され機体外部に武装を搭載するようになっている。

## 登場作品

### ACE COMBAT 2
- プレイヤー機として登場。プレイヤーが操作可能な機体の中では最高の性能（機体選択時に表示される機体性能の棒グラフが安定性を除き全て最大）で、次に述べるように火力も圧倒的な機体。
- 通常の機体はミサイルの連続発射が2発までだが、本機のみが4発まで連続発射可能。搭載数も他の機体に比べて多く、非常に強力な攻撃能力を持つ。

### ACE COMBAT X
- プレイヤー機として登場。また、特定のミッションで出現条件を満たした場合、『ACE COMBAT 2』の主人公である「SCARFACE1」が搭乗した本機が、同じく『2』のライバル機である「ADF-01 Z.O.E.」と共に敵機として登場する。また、同ミッションでは通常の敵機としても本機が登場する。
- プレイヤー機としての基本性能の位置付けは『2』と比較して弱体化しており、初期状態では通常ミサイルの4発連続発射も不可となっている。
- 本作では、チューニングシステムによるパーツ取り付けで各種性能をカスタマイズ可能である。通常ミサイルの4連続発射機能もチューニングシステムの一部となり、本機専用のオプションパーツ「4連ミサイルベイ（Scarface MBS）」の獲得と取り付けが必要である。
- 特殊兵装の搭載が可能となり、出撃時にQAAM（高機動空対空ミサイル）、SOD（スタンドオフディスペンサー）、ECMP（ECMポッド）の3種から1つを選択する。

### ACE COMBAT X2
- プレイヤー機として登場。また、前作と同様に特定のミッションでのみ敵機として登場する。
- 世界観が一新されたため、以前のシリーズ作品との設定上のつながりはない。
- 『X2』では「Weapon」のチューン項目が廃止され、「4連ミサイルベイ（Scarface MBS）」に相当するパーツもないため、通常ミサイルの4連続発射はできなくなっている。
- 特殊兵装は前作の3種類に加えて、ODMM（高性能多目的ミサイル）の搭載が可能となっておりこちらでなら一応は4連続発射が可能となっている。

### ACE COMBAT 3D
- プレイヤー機として登場。『2』と同様に安定性以外は最高性能を誇る。ただし、その分非常にピーキーな操作性のため慣れが必要となっているが、機体カスタマイズにより若干抑えることは可能。
- 『X2』と同じく4連ミサイルは使用できなくなっている。特殊兵装はX2同様のODMMの他、XAGM（高機能空対地ミサイル）、XMAA（中距離空対空ミサイル（高機能））が用意されており、一応は4連射が可能となっている。

### ACE COMBAT INFINITY
- 2015年3月5日のアップデートにおいてプレイヤー機として登場。機体そのものの登場は携帯機ゲームである『3D』以来3年ぶりであるが、コンシューマーゲーム（据え置き機）版としては『2』以来実に18年ぶりの登場となる。
- 本作に登場するにあたり機体各部に細かなリファインが施されており、「ウェポンベイを廃止し翼下ハードポイントを増設」、「機体後部ベントラルフィンを上部尾翼と同様の全遊動式とし、加えて離着陸時に地面との接触を避けるために小型の可変翼に変更」、「機銃発射口をコックピット下部左側から機首先端部に移動」などが挙げられる。
- 4連装ミサイルは特殊兵装の扱いになり、対地対空を問わずロックオンが可能な4発同時発射ミサイル「MSTM」で再現されている。「MSTM」以外の特殊兵装に、「SOD（スタンドオフディスペンサー）」、「ECM（電子妨害用ポッド）」がある。

### ACE COMBAT 7 SKIES UNKNOWN
- 2020年10月28日発売のDLCにおいてプレイヤー機として登場。
- 『インフィニティ』同様4連装ミサイルは特殊兵装の扱いになり、対地対空を問わずロックオンが可能な4発同時発射ミサイル「MSTM」で再現されている。「MSTM」以外の特殊兵装には「SOD（スタンドオフディスペンサー）」、敵のミサイルの性能を低下させ、逆に自機のミサイルの性能を強化する「IEWS（統合電子戦システム）」がある。

## デザイン
『エースコンバット2』が開発・販売された1990年代は次世代戦闘機としてYF-22やYF-23、F-117といったステルス機が登場しており、新しいメカニズムに注目が集まった時代であった。また、戦闘妖精・雪風を筆頭に架空機にも注目が集まっており、機体関係を統括していた藪木一心は「架空戦記の文脈をエースコンバットにも取り入れていきたい」と考えていた。XFA-27はこうした世相やスタッフの考えを受けて、F-14の後継機というイメージを意識したデザインが為された。当初、可変翼部分は前進翼へと変形させる考案もあったが、全体の形状を考慮すると無理があるとして作中に登場するようなデザインとなった。前進翼への可変という考案は『エースコンバット04』に登場するX-02Aへと受け継がれることとなる。プレイステーションをハードウェアとする『エースコンバット2』では処理が追いつかなかったため、三人称視点での機体の挙動は完璧なものにはならなかった。処理を軽減するため可動部分を主翼等に限定せざるを得ず、ベクタードノズルの動きなどは後発作品での再登場を待たねばならなかった。
『エースコンバット インフィニティ』での実装において、離着陸時に機体後方下部の水平尾翼が地面に接触することが判明し、全遊動式かつ折り畳み式へと変更された。また、ハードウェアの進化に伴ってディテールの向上が図られ、着陸脚部分や外部兵装用パイロンの取り付けといったデザインの変更が為された。

## 立体化
コトブキヤから、『インフィニティ』仕様のXFA-27（塗装済みおよび未塗装の「For Modelers Edition」の2タイプ）が2018年10月に発売された。

## 参考資料
- 『ACE COMBAT 2』　ナムコ、1997年。
- 『ACE COMBAT X Skies of Deception』　バンダイナムコゲームス、2006年。
- 『ナムコ公式ガイドブック エースコンバット2』　ナムコ、1997年、138頁。
- 『ACE COMBAT X Skies of Deception The Complete Guide』　メディアワークス、2007年、188、216頁。
- 「ACE COMBAT X - ワールド - 機体紹介 - XFA-27」　バンダイナムコゲームス、2006年11月10日。